# Gruppo Aziendale Ala Littoria 1941-1942
Questa voce raccoglie le informazioni riguardanti il Gruppo Aziendale Ala Littoria nelle competizioni ufficiali della stagione 1941-1942.

## Rosa
| N. |                   | Ruolo | Calciatore               |
| -- | ----------------- | ----- | ------------------------ |
|    | Italia (bandiera) | D     | Romolo Alzani            |
|    | Italia (bandiera) | D     | Vincenzo Antinori        |
|    | Italia (bandiera) | D     | Alfio Argentieri         |
|    | Italia (bandiera) | C     | Amalio Balzarini         |
|    | Italia (bandiera) | C     | Lorenzo Biondi           |
|    | Italia (bandiera) | P     | Pietro Brandani          |
|    | Italia (bandiera) | D     | Giulio Corinaldesi       |
|    | Italia (bandiera) | A     | Elvezio D'Orazi          |
|    | Italia (bandiera) | C     | Nello Facchini           |
|    | Italia (bandiera) | C     | Cesare Augusto Fasanelli |
|    | Italia (bandiera) | D     | Rolando Giovannardi      |
|    | Italia (bandiera) | A     | Umberto Lombardini       |

| N. |                   | Ruolo | Calciatore         |
| -- | ----------------- | ----- | ------------------ |
|    | Italia (bandiera) | A     | Giuseppe Mancini   |
|    | Italia (bandiera) | C     | P. Mangano         |
|    | Italia (bandiera) | C     | Luigi Modesti      |
|    | Italia (bandiera) | A     | Vincenzo Morgante  |
|    | Italia (bandiera) | A     | A. Morbile         |
|    | Italia (bandiera) | A     | Luigi Perugini     |
|    | Italia (bandiera) | P     | Umberto Piazzi     |
|    | Italia (bandiera) | D     | Antonio Riciniello |
|    | Italia (bandiera) | D     | Vittorio Testa     |
|    | Italia (bandiera) | A     | G. Tremolada       |
|    | Italia (bandiera) | A     | Fidio Vannucci     |